# Torneo de Reserva 1912
El Torneo de Reserva 1912, oficialmente la sección A de División Intermedia 1912, fue la tercera edición del certamen, organizado por la Asociación Argentina de Football.
Originalmente participaban 10 equipos, pero los clubes Estudiantes de La Plata, el Gimnasia y Esgrima y Porteño abandonaron la asociación  para integrarse a la disidente Federación Argentina de Football, que también organizó su torneo de reserva ganado por Independiente. A pesar de la desafiliación del Alumni Athletic Club, que no se presentó a los tres primeros partidos de la Primera División, su reserva continuó participando. 
Finalmente, participaron un total de 7 equipos, todos participantes de la Primera División 1912. Racing se consagró campeón por primera vez en su historia y enfrentó en la final por el ascenso al campeón de la División Intermedia.

## Equipos
| Equipo      | Ciudad       |
| ----------- | ------------ |
| Alumni      | Buenos Aires |
| Belgrano    | Buenos Aires |
| Estudiantes | Buenos Aires |
| Quilmes     | Quilmes      |
| Racing      | Avellaneda   |
| River Plate | Buenos Aires |
| San Isidro  | San Isidro   |

### Distribución geográfica de los equipos
| Región                 | Cant. | Equipos                                     |
| ---------------------- | ----- | ------------------------------------------- |
| Ciudad de Buenos Aires | 4     | Alumni, Belgrano, Estudiantes y River Plate |
| Conurbano bonaerense   | 3     | Quilmes, Racing y San Isidro                |

## Sistema de disputa
Se llevó a cabo en dos ruedas, por el sistema de todos contra todos, invirtiendo la localía y consagró un campeón. La tabla final de posiciones del torneo se estableció por acumulación de puntos.

## Tabla de posiciones final
| Pos. | Equipo      | Pts. | PJ | PG | PE | PP | GF | GC | Dif. |
| ---- | ----------- | ---- | -- | -- | -- | -- | -- | -- | ---- |
| 1.º  | Racing      | 22   | 12 | 11 | 0  | 1  | 48 | 6  | 42   |
| 2.º  | River Plate | 17   | 12 | 8  | 1  | 3  | 28 | 19 | 9    |
| 3.º  | Estudiantes | 11   | 10 | 5  | 1  | 4  | 22 | 10 | 12   |
| 4.º  | Belgrano    | 8    | 11 | 3  | 2  | 6  | 14 | 35 | −21  |
| 5.º  | Quilmes     | 7    | 10 | 3  | 1  | 6  | 16 | 27 | −11  |
| 6.º  | San Isidro  | 7    | 11 | 3  | 1  | 7  | 17 | 29 | −12  |
| 7.º  | Alumni      | 6    | 12 | 1  | 4  | 7  | 8  | 27 | −19  |

## Copa Campeonato de División Intermedia
Fue disputada por el campeón del Torneo de Reserva y el campeón de la División Intermedia.